# Neodimijski magnet
Neodimijski magnet (poznat i kao NdFeB, NIB, ili Neo magnet), trajni magnet načinjen od legure neodimija, željeza i bora koja čini Nd2Fe14B tetragonsku kristalnu strukturu. 

## Opis
Neodimijski magnet je najšire upotrebljavan tip rijetkih zemnih magneta. Izumljen je 1982. godine, a razvili su ga General Motors i Sumitomo Special Metals. Neodmijski magneti su najjači trajni magneti i zbog tog su svojstva zamijenili druge vrste magneta u mnogim primjenama, kao što su akumulatorski alati, tvrdi diskovi i zvučnici.

## Vanjske poveznice
|  | Zajednički poslužitelj ima još gradiva o temi Neodimijski magnet |